# Casey Sanders
Casey Derrick Sanders (Tampa, 23 ottobre 1979) è un ex cestista statunitense, professionista nella NBDL e in Europa.

## Palmarès
- Campione NCAA (2001)